# Lennart Jonsson
Helge Lennart Jonsson (* 11. Juni 1933 in Västervik; † 1. September 2023 in Västerås) war ein schwedischer Leichtathlet, der eine Bronzemedaille bei Europameisterschaften gewann.

## Sportliche Karriere
Der 1,82 Meter große Jonsson startete für IF Bromma. Er war schwedischer Meister im 400-Meter-Lauf 1959, von 1956 bis 1961 erreichte er immer einen Platz unter den besten drei Läufern.
Bei den Europameisterschaften 1958 in Stockholm erreichte Jonsson das Halbfinale über 400 Meter und schied in 47,7 Sekunden aus. Die 4-mal-400-Meter-Staffel mit Nils Holmberg, Hans Lindgren, Lennart Jonsson und Alf Petersson lief im Finale in 3:10,7 Minuten schwedischen Rekord und erreichte das Ziel als Dritte hinter den Briten und der Staffel aus Westdeutschland.
Zwei Jahre später bei den Olympischen Spielen 1960 in Rom schied Jonsson in seinem Vorlauf über 200 Meter in 22,3 Sekunden aus. Die 4-mal-400-Meter-Staffel mit Hans-Olof Johansson, Per-Owe Trollsås, Lennart Jonsson und Alf Petersson erreichte das Halbfinale.
Jonsson war nach seiner Karriere als Schatzmeister des schwedischen Leichtathletikverbandes tätig.

## Bestleistungen
Seine Bestleistungen waren (laut SOK):
- 100 Meter: 10,9 Sekunden
- 200 Meter: 21,8 Sekunden
- 400 Meter: 47,5 Sekunden